# 警戒作用

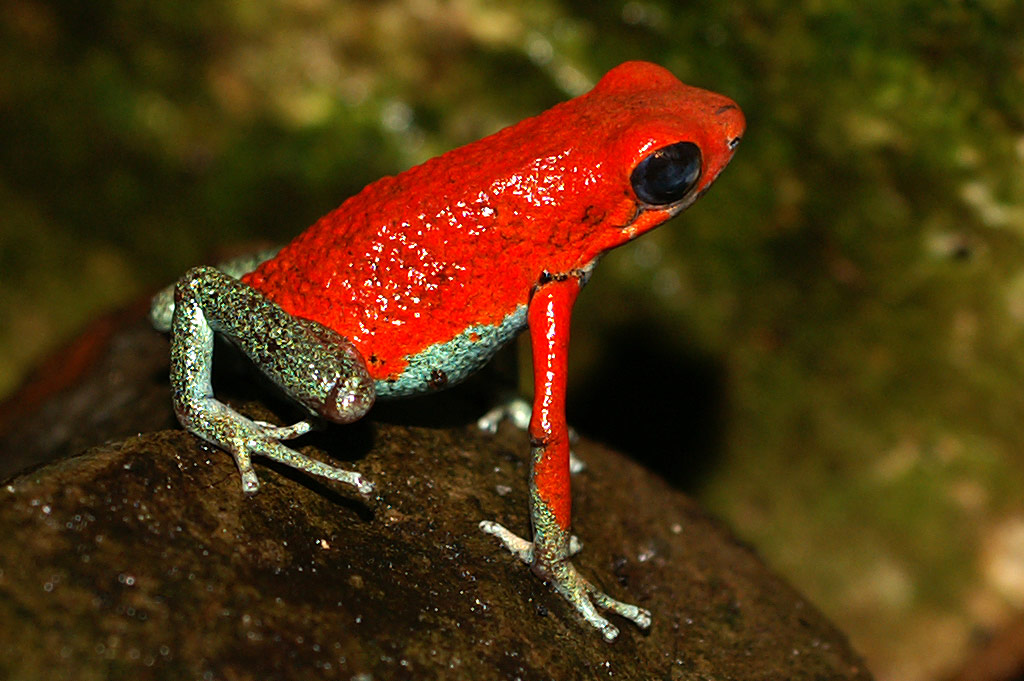
這隻顆粒毒蛙的明亮色彩警告捕食者其毒性。

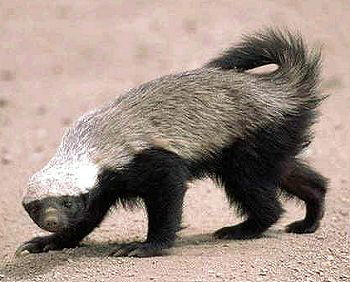
該蜜獾的反陰影保護色使其顯眼，誠實地示意其侵略性情、利齒和爪子。

警戒作用（英語：Aposematism）是愛德華·巴格諾爾·波爾頓為阿爾弗雷德·拉塞爾·華萊士的警戒色（英語：warning coloration）的概念創造的術語。它是反捕食者適應一類，警告潛在捕食者捕食物無利可圖的信號。無利可圖可包括任何使獵物難吃的防禦，例如毒性、惡臭气味或強烈反抗的天性。警戒信號有益于捕食者和獵物，因為雙方皆可避免潛在傷害，從而代代遺傳下來。比如在外在特徵方面，警戒作用總涉及顯著的動物色、聲音、气味或其它可感知特點的廣告信号。
警戒作用利用了苗勒氏擬態，防禦强的物種演化以和其它物種相似。每種物種可以通過模仿類似顏色的物種更低成本更迅速地學習，共享對于捕食者的警告信號。
真正的警戒作用是物種實際有化學或物理防禦，即警戒作用不是威懾捕食者的唯一方法。在貝氏擬態中，模仿物種和一個警戒作用典範緊密相似以分享保護，同時物種多有可以驚嚇掠食者足夠長時間的虛張聲勢的威脅，不設防的獵物趁機逃脫。

## 防禦機制

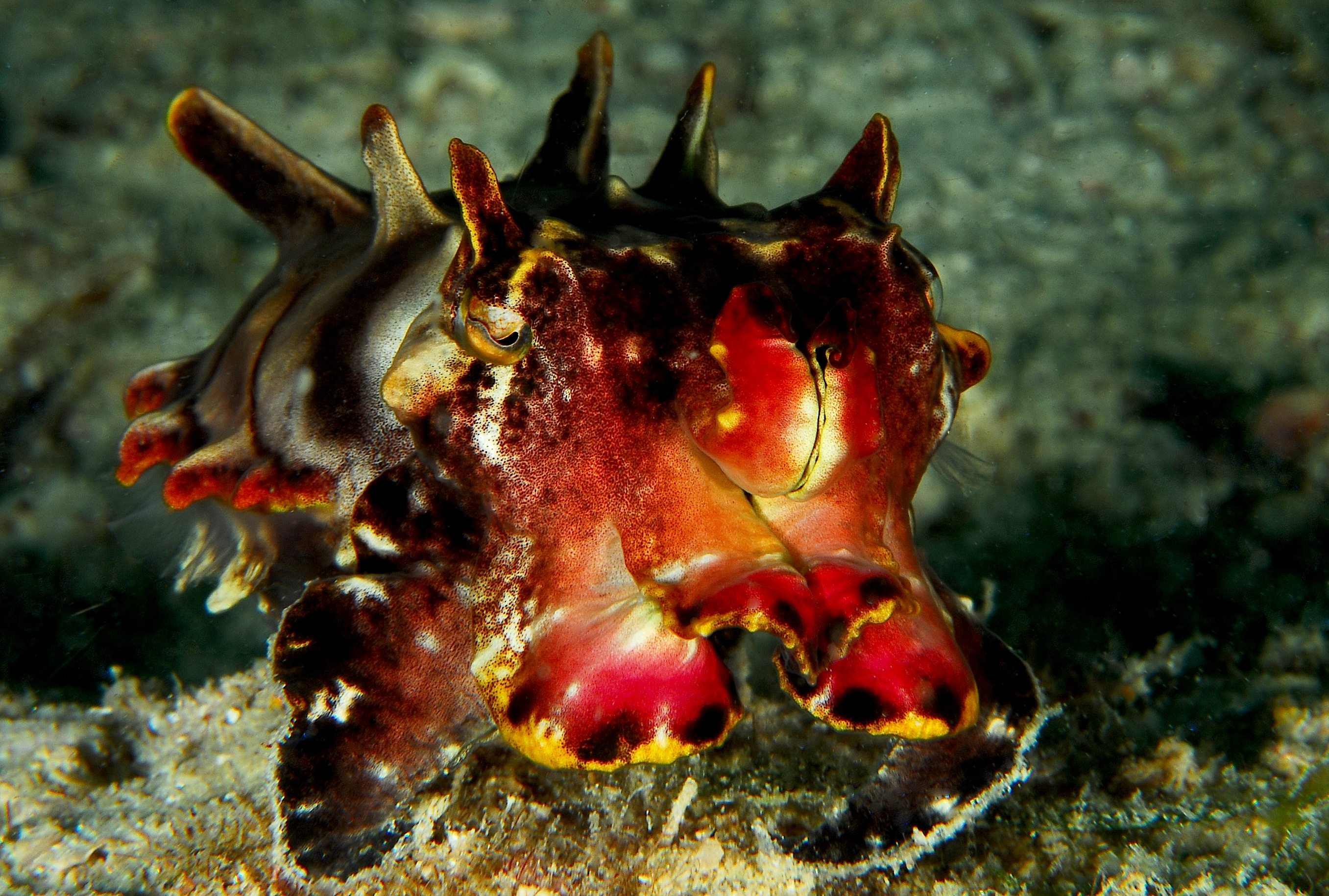
火焰墨魚的顏色警告其毒性

警戒作用的功能是通過警告潛在捕食者獵物又例如難吃或有毒的防禦，來預防攻擊。 易檢測到的警告是主要防禦機制，不可見防禦其次。警戒信號主要是視覺的，用明亮顏色和高對比度圖案，例如條紋。警告信號是有毒獵物的誠實徵兆，顯著性隨毒性而演化。因此，生物越亮而顯眼，通常越有毒。這和威脅相反，威脅是以危險的外觀試圖嚇走捕食者，但是虛張聲勢，沒有任何强大防禦支撐。
最常見而有效的顏色是紅、黄、白。這些顏色和綠色植物對比强、抗光影中的改變、高色差，而且提供取決于距離的偽裝.

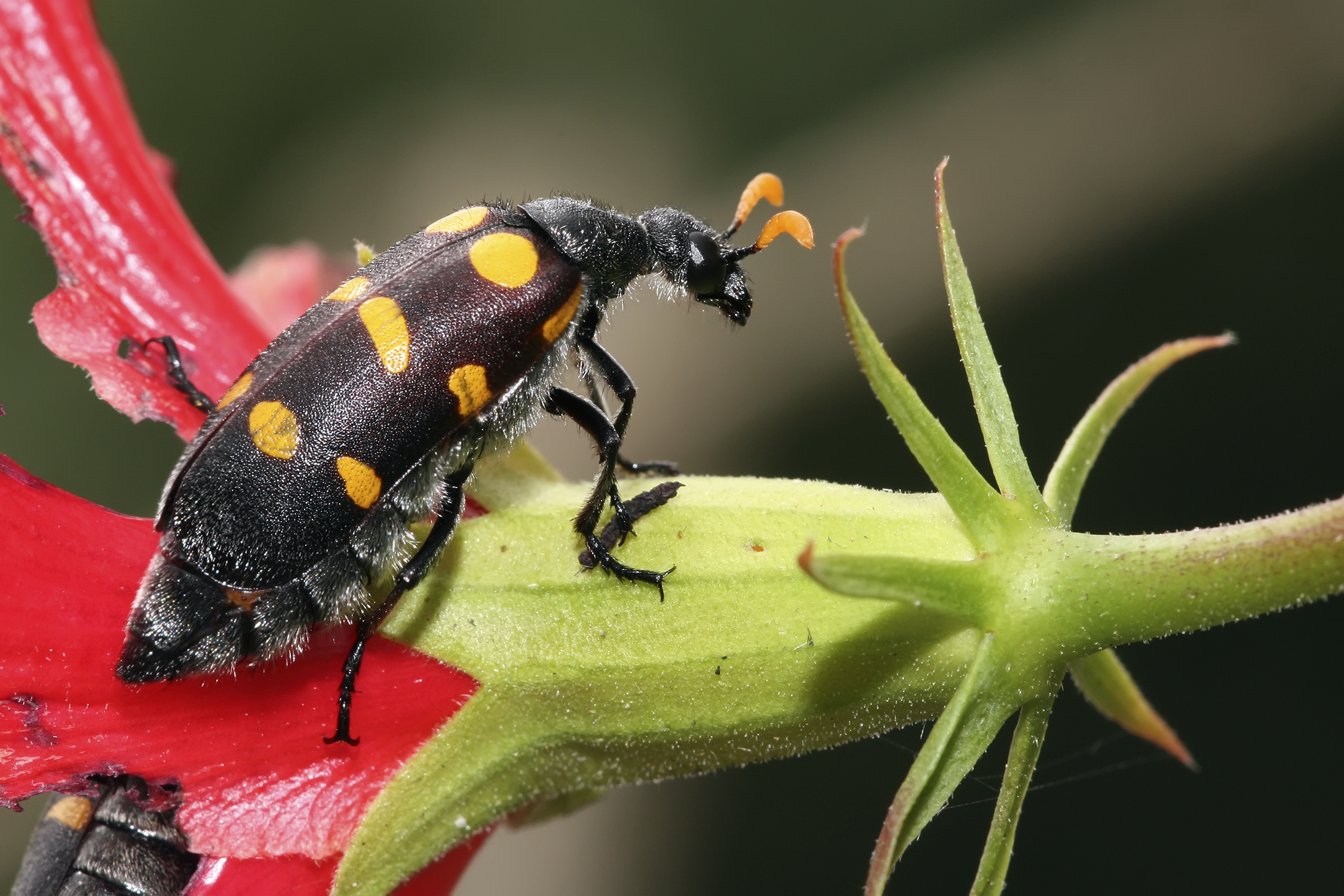
Hycleus lugens，有警戒色的甲蟲

## 流行

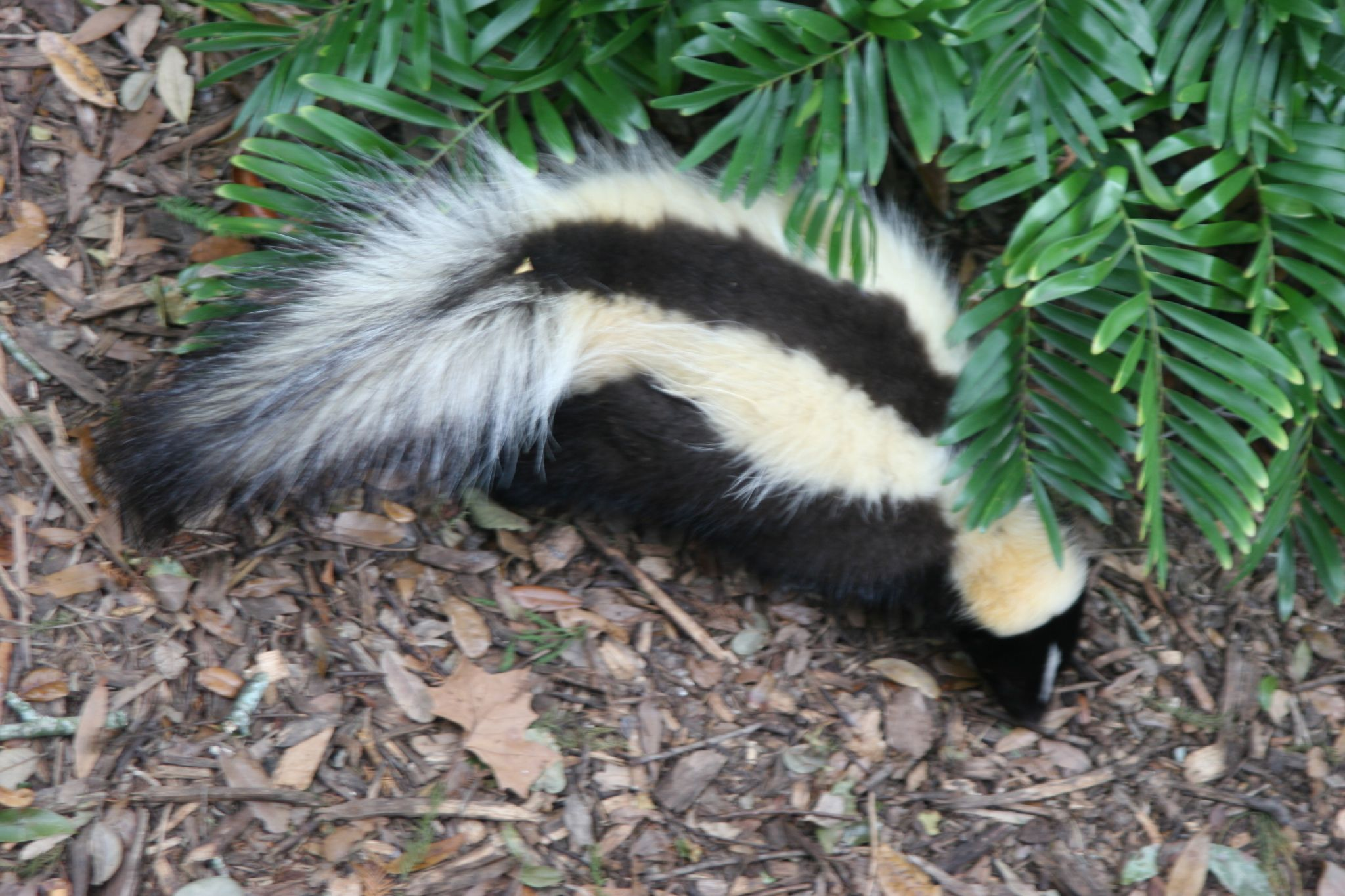
臭鼬，警戒哺乳動物

### 在陸地生態系統
警戒作用普遍存在于昆蟲中，但在脊椎動物中較少，大多局限于少數爬行動物、兩棲動物、魚類、一些惡臭或有侵略性的哺乳動物。林鵙鶲屬，羽毛和皮膚有毒的紅黑色鳥，顯然其毒性來自它們攝取的有毒甲蟲,可以包括在内。

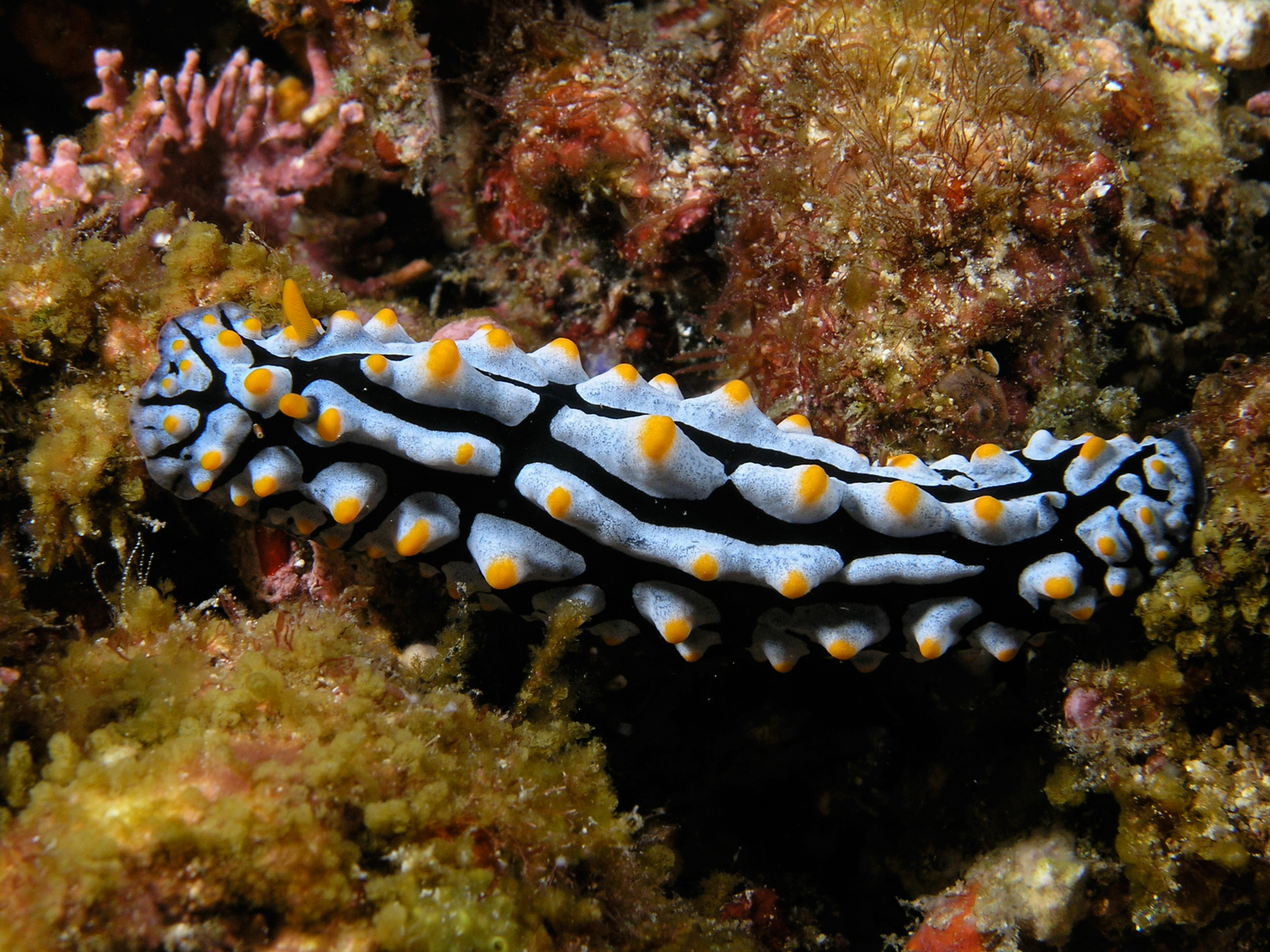
這是如Phyllidia varicosa的裸鰓類有警戒色的證據。

### 在海洋生態系統

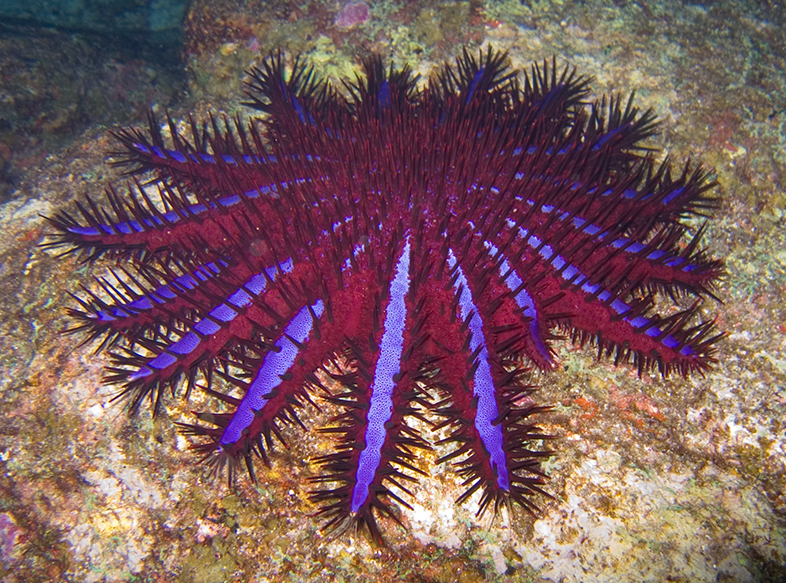
棘冠海星刺的警戒色可能警告著强力防禦。

警戒作用在海洋生態系統的存在有爭議。特別是在珊瑚礁的海洋生物，色彩明亮或有圖案的很多，包括海綿、珊瑚、軟體動物和魚類，但很少或沒有和化學或物理防禦有聯繫。雖然加勒比海珊瑚礁海綿色彩繽紛，很多又有化學防禦毒性，但這兩個因素之間沒有明顯關係。

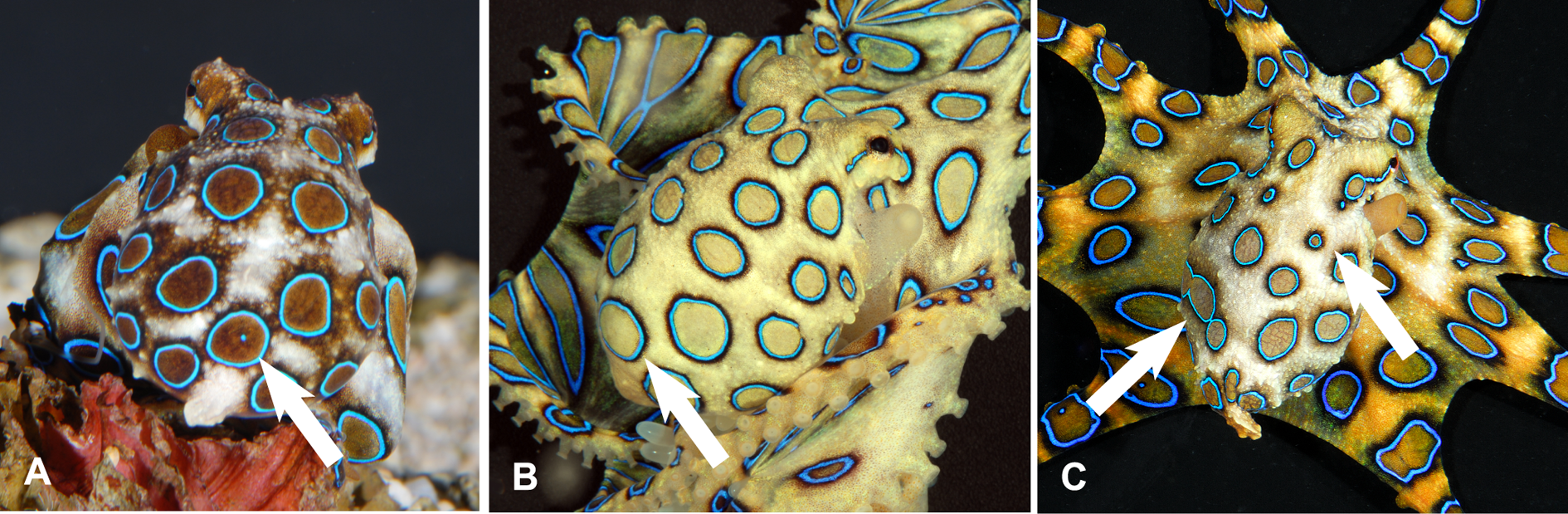
有毒章魚Hapalochlaena lunulata套膜上的彩虹藍環被有些人認為是警戒色。

明亮的藍圈章魚有毒。它們大部分時間隱藏在裂縫中，同時用皮膚的色素細胞顯示有效的偽裝圖案。然而，如果刺激了它們，它們迅速改變顏色，在三分之一秒内變為有50-60環閃亮虹彩藍的亮黄色。常有人說這是一種警戒色，該假設很少被驗證過。

## 理論的起源

紅長蝽屬（Lygaeus sp.）群居若蟲的警戒色

### 波爾頓（1890年）

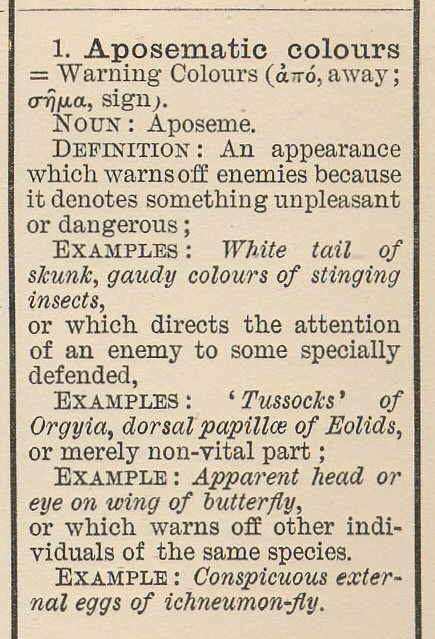
愛德華·巴格諾爾·波爾頓的《動物之色》第一版，1890年，引入了一系列動物色的新術語，其中包括「警戒作用」（"aposematic"）。

華萊士于1877年的一篇關于動物色的文章中創造了術語「警戒色」。1890年愛德華·巴格諾爾·波爾頓于其書《動物之色》中重命名該概念為「警戒作用」（aposematism）。他如下描述該術語的來歷：
第二頭（語義上的顏色）包括警戒色和識別標記：前者警告天敵，因此稱之為警告作用的[希臘語，apo，來自，和sema，信號]

## 演化
在演化過程中警戒作用是矛盾的，因為它使個體在捕食者前顯眼，它們可能會被殺死，在捕食者學會避免前特徵消失。如果警戒色最初在有這樣强大缺點的少數個體上，那它將永遠不能在該物種上持續很長時間以成為有利特徵。

### 備選假設
其它皆是是可能的。捕食者可能天生害怕陌生的形態（新奇恐怖症），足夠長時間它們會適應，但通常 是暫時的。

## 擬態

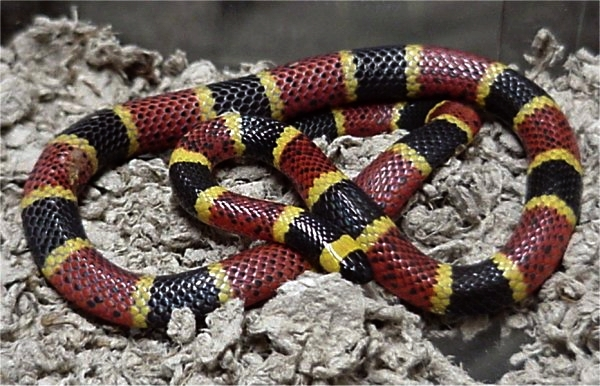
一條有毒、真正警戒色的珊瑚蛇

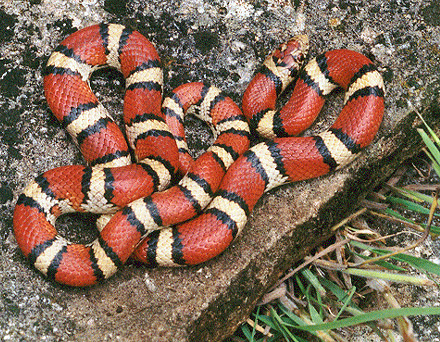
無害牛奶蛇，珊瑚蛇的貝氏擬態

警戒色是十分成功的策略，在有警戒色和無警戒色物種的進化上影響重大。

## 參閲
- 障礙原則
- 伪装
- 迷彩
- 擬態
- 警戒色